# Văn hóa Campuchia
Nền Văn hóa Campuchia có lịch sử phong phú đa dạng trải qua nhiều thế kỷ và chịu ảnh hưởng nặng của Văn hóa Ấn Độ.
Trong lịch sử Campuchia, tôn giáo có vai trò lớn trong các hoạt động văn hóa. Trải qua gần 2000 năm, người dân Campuchia đã phát triển một tín ngưỡng Khmer độc đáo với các tín ngưỡng hỗn hợp gồm tín ngưỡng thuyết vật linh bản địa và các tôn giáo Ấn Độ như Phật giáo và Hindu giáo. Nền văn hóa và văn minh Ấn Độ bao gồm cả nghệ thuật và ngôn ngữ đã vươn đến lục địa Đông Nam Á khoảng vào thế kỷ thứ nhất trước Công nguyên. Người ta cho rằng, những nhà buôn đi bằng đường biển đã mang phong tục và văn hóa Ấn Độ đến các cảng dọc theo Vịnh Thái Lan và vùng Thái Bình Dương khi họ buôn bán với Trung Quốc. Quốc gia đầu tiên hấp thụ nền văn hóa và văn minh này là Chân Lạp. Ngoài ra Văn hóa Khmer còn có sức hút mạnh mẽ tới các nước láng giềng như ảnh hưởng đến Văn hóa Thái Lan và Văn hóa Lào trong giai đoạn các nước này được Đế Chế Khmer cai quản, các cư dân di cư từ Trung Quốc là dân cư Tai (Thái Lan và Lào hiện nay) họ gần như học hỏi tiếp thu học hỏi và phát triển tất cả những tinh hoa văn hóa mà Khmer có được.
Đa số dân Campuchia (gần 90%) là người Khmer và một tỷ lệ lớn hơn thế nói tiếng Khmer. Các ngôn ngữ khác được sử dụng ở Campuchia có: tiếng Pháp, tiếng Hoa, tiếng Việt và tiếng Anh (đang ngày càng trở nên phổ biến).
Campuchia có 90% dân số theo Phật giáo Thượng toạ bộ, và phần đa số còn lại theo Hồi giáo, thuyết vô thần, hoặc thuyết vật linh.